# Il poeta fanatico
Il poeta fanatico (conosciuto anche con il titolo originario I poeti) è un'opera teatrale in prosa in tre atti  di Carlo Goldoni, rappresentata per la prima volta nell'estate del 1750 a Milano, dove fu accolta freddamente. Venne quindi replicata con successo a Venezia durante il Carnevale del 1751. La commedia, scritta per ironizzare sulla cieca frenesia poetica di certi verseggiatori dilettanti, fa parte del nucleo iniziale delle sedici commedie nuove che avrebbero portato alla riforma goldoniana di abbandono delle maschere della Commedia dell'arte. 
In merito al riscontro del pubblico, l'editore Bettinelli di Venezia stampò questa precisazione sulla prima edizione della commedia: Fu questa Commedia per la prima volta recitata in Milano il dì 5 Settembre 1750, dove fu mediocremente applaudita. In Venezia fu recitata susseguentemente nell’Autunno e Carnovale, ed ebbe pienissimo incontro per 14 sere, ed in ogni altra Città dove fu rappresentata, riuscì aggradevolissima.
Nella prefazione della successiva edizione, Goldoni volle precisare: Perché in Milano fu mediocremente applaudita, ed in ogni altra Città... riuscì aggradevolissima? [...] confessar deggio che la mia Commedia, intitolata I Poeti, non è piaciuta nemmeno a Bologna. Come dunque può dirsi che in ogni altra Città è stata aggradevolissima? Piacque in Venezia assaissimo, e piacque estremamente a Torino. Ma perché mai tal differenza d’incontro? Lo dirò io il perché. In Bologna e in Milano la Poesia è in qualche stima maggiore di quello sia in Venezia e in Torino, e però in queste due Città non dispiacque vederla in certa maniera posta in ridicolo. Ma dove la Poesia si coltiva, dove si trovano Poeti egregi ed in buon numero, s’aspettano che una Commedia, intitolata I Poeti abbia ad essere un elogio della Poesia, non una perpetua caricatura.

## Trama
Ottavio, fissato con la poesia, fonda l'Accademia dei Novelli, di cui lui è il principe con il nome d'arte di Alcanto Carinio detto Il Sollecito. Florindo, innamorato di Rosaura, figlia di Ottavio, si iscrive all'accademia, non per amore della poesia, ma solamente per avvicinarsi all'oggetto delle sue brame. L'accademia avrà vita breve: nel giro di ventiquattr'ore tutti quanti gli iscritti fuggiranno via dalle follie di Ottavio. Beatrice, Cintia Serena come nome d'arte, esclama andandosene: Questo succede quando il capo non ha cervello, e lo fa senza regola e senza fondamento. Abbandonate una volta questo pazzo spirito di poesia!. 

## Poetica
In quest'opera, tipico esempio della drammaturgia mista che caratterizzò la prima fase della riforma goldoniana, convergono sia la tradizione della commedia dell'arte, sia quella della Commedia di carattere. L'esile intreccio è in realtà soltanto un pretesto per una satira sulle abitudini poetico-letterarie dell'epoca. L'aspetto più propriamente comico si deve alla caricatura della metromania e dell'inconcludente seriosità delle tante accademie letterarie che proliferarono nel Settecento, benché l'autore non neghi fiducia alla poesia e alla possibilità di un suo positivo riscatto.

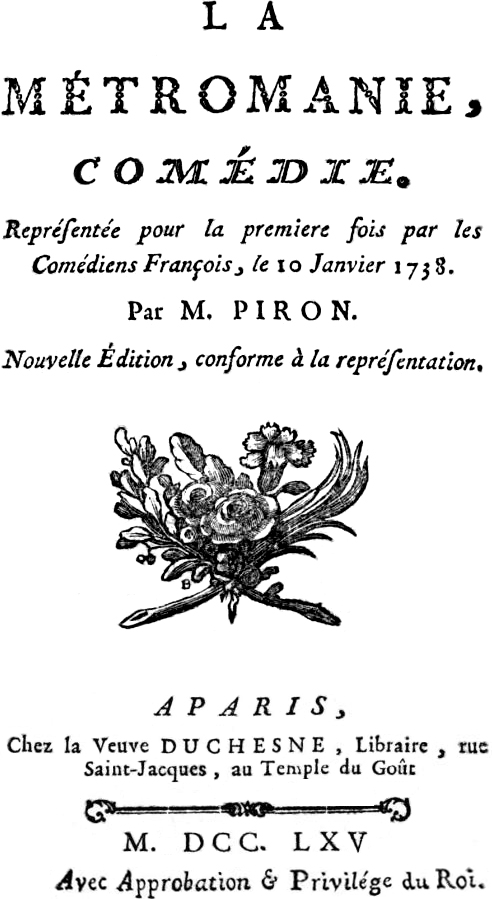
Frontespizio de La Métromanie (La mania del poetare) di Alexis Piron

Il commediografo veneziano prese lo spunto da un fatto di vita vissuta, così come raccontò nei suoi Mémoires: Il soggetto era molto comico: mi si era presentato un uomo molto ricco che, avendo un'unica figlia giovane, bella e piena di disposizioni felicissime per la poesia, ricusava di maritarla per la sola ragione di voler godere da solo i pregi di questa graziosa musa. Teneva di tempo in tempo in casa sua alcune adunanze letterarie, e tutti vi concorrevano con piacere, al solo scopo di vedere la figlia, il cui padre era di un ridicolo insoffribile. Mentre la fanciulla recitava versi, quest’uomo infatuato stava in piedi, guardava a diritta e sinistra, intimava silenzio, s’inquietava se si starnutiva, reputava indecenza prendere tabacco, e faceva tanti gesti e smorfie che si faceva fatica a trattener le risate. Terminato il canto, il padre era il primo a batter le mani; poi usciva dal circolo e, senza riguardo per i poeti che recitavano le loro composizioni, andava dietro la sedia di ognuno dicendo sfacciatamente ad alta voce: - Avete sentito mia figlia? Eh! Eh! che ne dite voi, eh? Vi corre pur tanto da questi! - Io stesso mi sono imbattuto parecchie volte in simili scene, anzi l’ultima in cui mi trovai finì male, perché gli autori vennero sul serio a contesa fra loro, e lasciarono il posto molto bruscamente. Inoltre questo padre fanatico voleva andare a Roma, per far coronare sua figlia in Campidoglio. Gli fu impedito dai parenti, ci si mescolò persino il governo; onde la signorina fu maritata a suo dispetto, e quindici giorni dopo egli cadde malato e il dispiacere lo tolse di vita. Da questo aneddoto ricavai una commedia intitolata Il Poeta fanatico, dando al padre ora il buono e ora il cattivo gusto della poesia, per diffondere così maggior brio nella composizione; bene è vero però, che questa commedia non è paragonabile con La metromania di Pirone, anzi può assolutamente dirsi una delle mie più deboli commedie. Ciò non ostante ebbe a Venezia qualche successo, ma dovette questo vantaggio alle grazie di cui fu da me rivestito il soggetto principale. Collalto recitava da giovane improvvisatore, e piaceva moltissimo per la leggiadria del suo canto nella recita dei suoi versi. Brighella servitore era poeta egli pure, con versi buffi e uscite burlesche; con tutto ciò una commedia senza sentimento, senza intreccio e senza sospensione, malgrado i bei particolari, non può essere assolutamente se non un cattivo lavoro..